# Soledad (Wenezuela)
Soledad – miasto w Wenezueli, w stanie Anzoátegui.